# Marcel Moyse
Marcel Joseph Moyse (Saint-Amour (Frankrijk), 17 mei 1889 - Brattleboro (Vermont, Verenigde Staten), 1 november 1984) was een Frans fluitist, die geldt als een van de belangrijkste fluitisten van de 20e eeuw en de grondlegger van de moderne (Franse) fluitschool.
Moyse studeerde fluit aan het Conservatoire de Paris bij Philippe Gaubert, Adolphe Hennebains en Paul Taffanel, beroemde fluitvirtuozen in die tijd. Moyses handelsmerk was zijn heldere, flexibele en dragende geluid. Deze Franse stijl van fluitspelen zou met Moyse wereldwijd dé standaard worden en fluitisten over de hele wereld beïnvloeden.
Een groot aantal stukken werden speciaal voor hem geschreven, zoals het fluitconcert van Jacques Ibert uit 1934 en het eerste deel Pan uit  Joueurs de flûte van Albert Roussel.
Daarnaast was hij een belangrijk en inspirerend pedagoog. Hij stimuleerde zijn leerlingen niet zozeer om fluit te spelen, maar om muziek te maken. Van 1932 tot 1940 gaf hij les aan het Parijse conservatorium, en van 1946 tot 1948 aan het Conservatorium van Genève. Hij gaf masterclasses van 1960 tot 1970 in Zwitserland, de Verenigde Staten, Groot-Brittannië en Japan. Tot zijn vele leerlingen behoren Trevor Wye, William Bennett, James Galway, Aurèle Nicolet en Peter-Lukas Graf.
Moyse schreef ook veel etudes en studiemethoden voor de fluit, waaronder toonaangevende boeken over toonvorming en interpretatie.
Moyse richtte in de Verenigde Staten de Marlboro Music School and Festival op. Hij trad vaak op samen met zijn zoon Louis Moyse.

## Publicaties
- Études et éxercises technique (1921)
- Exercises Journaliers (1922)
- 24 Études de virtuosité d'après Czerny (1927)
- Mécanisme-chromatisme pour flûte (1927); Éditions Alphonse Leduc
- École de l'articulation (1927); Éditions Alphonse Leduc
- 25 Études mélodique (Var) (1928)
- 12 Études de grande virtuosité d'après Chopin (1928); Éditions Alphonse Leduc
- 20 Études d'après Kreutzer (1928)
- 100 Études faciles et progressives d'après Cramer (1928); 2 volumes
- 24 Petites études mélodique (Var) (1928)
- De la sonorité (1934)
- 25 études journaliers (Op-53) Soussman
- Gammes et arpèges (toonladders en arpeggio's); Éditions Alphonse Leduc
- Le Débutant flûtiste (1935)
- 24 Caprices-études de Theobald Böhm Op. 26 (1938)
- Tone development through interpretation
- 20 Exercises et études sur les grandes liaisons

## Opnames
- The Complete Works of the Great Flutist – box met 5 cd's met gerestaureerde en geremasterde opnames, waaronder die van zijn eigen etudes en die van Johan Joachim Andersen, fluitsolo' s en kamermuziek.
- Flute Fantastique, met een aantal hoogtepunten uit de fluitliteratuur
- Marcel Plays Mozart – Concert voor fluit, harp en orkest, concerten in G majeur en D majeur), en een sonate van Bach
- Marcel Moyse and Marlboro Alumni – zeldzame opname, waarin Moyse de Gran Partita van Mozart dirigeert.